# Neuroleon (Neuroleon) pardalice
Neuroleon (Neuroleon) pardalice is een insect uit de familie van de mierenleeuwen (Myrmeleontidae), die tot de orde netvleugeligen (Neuroptera) behoort. 
Neuroleon (Neuroleon) pardalice is voor het eerst wetenschappelijk beschreven door Banks in 1911.